# Liste d'ambassadeurs de Finlande en Amérique du Nord
Cet article donne une liste des représentants diplomatiques finlandais en Amérique du Nord. La liste comprend tous les représentants historiques par pays de destination. La liste comprend les pays des Caraïbes et d'Amérique centrale.

## Représentations actuelles de la Finlande en  Amérique du Nord

### Ottawa (Canada)
| Relations diplomatiques établies le | Relations diplomatiques établies le | Relations diplomatiques établies le |
| 21 novembre 1947                    | 21 novembre 1947                    | 21 novembre 1947                    |
| Représentant,                       | Période                             | Poste                               |
| ----------------------------------- | ----------------------------------- | ----------------------------------- |
| Urho Toivola                        | 1947–1952                           | envoyé                              |
| Hans Martola                        | 1952–1954                           | chargé d’affaires                   |
| Sigurd von Numers                   | 1954–1959                           | chargé d’affaires                   |
| Artturi Lehtinen                    | 1959–1960                           | chargé d’affaires                   |
| Artturi Lehtinen                    | 1960–1963                           | ambassadeur                         |
| Torsten Tikanvaara                  | 1964–1967                           | ambassadeur                         |
| Reino Palas                         | 1967–1968                           | ambassadeur                         |
| Lennart Sumelius                    | 1969–1974                           | ambassadeur                         |
| Niilo Pusa                          | 1974–1979                           | ambassadeur                         |
| Ossi Sunell                         | 1979–1982                           | ambassadeur                         |
| Kurt Uggeldahl                      | 1983–1985                           | ambassadeur                         |
| Jaakko Blomberg                     | 1985–1988                           | ambassadeur                         |
| Erkki Mäentakanen                   | 1988–1991                           | ambassadeur                         |
| Erik Heinrichs                      | 1991–1995                           | ambassadeur                         |
| Veijo Sampovaara                    | 1995–2000                           | ambassadeur                         |
| Ilkka Ristimäki                     | 2000–2004                           | ambassadeur                         |
| Pasi Patokallio                     | 2004–2008                           | ambassadeur                         |
| Risto Piipponen                     | 2008–2012                           | ambassadeur                         |
| Charles Murto                       | 2012–2016                           | ambassadeur                         |
| Vesa Lehtonen                       | 2016-2019                           | ambassadeur                         |
| Roy Eriksson                        | 2019-en poste                       | ambassadeur                         |

### Washington D.C. (États-Unis)
| Relations diplomatiques établies le | Relations diplomatiques établies le | Relations diplomatiques établies le |
| 30 mai 1919.                        | 30 mai 1919.                        | 30 mai 1919.                        |
| Représentant                        | Période                             | Poste                               |
| ----------------------------------- | ----------------------------------- | ----------------------------------- |
| Armas Saastamoinen                  | 1919–1921                           | envoyé                              |
| Leonard Åström                      | 1921–1934                           | envoyé                              |
| Eero Järnefelt                      | 1934–1938                           | envoyé                              |
| Hjalmar J. Procopé                  | 1939–1944                           | envoyé                              |
| Kalle Jutila                        | 1945–1951                           | envoyé                              |
| Johan Nykopp                        | 1951–1954                           | envoyé                              |
| Johan Nykopp                        | 1954–1958                           | ambassadeur                         |
| Richard Seppälä                     | 1958–1965                           | ambassadeur                         |
| Olavi Munkki                        | 1965–1972                           | ambassadeur                         |
| Leo Tuominen                        | 1972–1977                           | ambassadeur                         |
| Jaakko Iloniemi                     | 1977–1983                           | ambassadeur                         |
| Richard Müller                      | 1983–1985                           | ambassadeur                         |
| Paavo Rantanen                      | 1986–1988                           | ambassadeur                         |
| Jukka Valtasaari                    | 1988–1996                           | ambassadeur                         |
| Jaakko Laajava                      | 1996–2001                           | ambassadeur                         |
| Jukka Valtasaari                    | 2001–2005                           | ambassadeur                         |
| Pekka Lintu                         | 2006–2011                           | ambassadeur                         |
| Ritva Koukku-Ronde                  | 2011- 2015                          | ambassadeur                         |
| Kirsti Kauppi                       | 2015 - en poste                     | ambassadeur                         |

### Mexique (Mexico)
| Relations diplomatiques établies le    | Relations diplomatiques établies le    | Relations diplomatiques établies le    |
| 12 mai 1937 réétablies le 31 août 1949 | 12 mai 1937 réétablies le 31 août 1949 | 12 mai 1937 réétablies le 31 août 1949 |
| Représentant                           | Période                                | Poste                                  |
| -------------------------------------- | -------------------------------------- | -------------------------------------- |
| Kalle Jutila (Washington D.C.)         | 1949–1951                              | envoyé                                 |
| Johan Nykopp (Washington D.C.)         | 1951–1958                              | envoyé                                 |
| Richard Seppälä (Washington D.C.)      | 1958–1961                              | envoyé                                 |
| Richard Seppälä (Washington D.C.)      | 1961–1964                              | ambassadeur                            |
| Algar von Heiroth                      | 1964–1966                              | ambassadeur                            |
| David Somerto                          | 1966–1969                              | ambassadeur                            |
| Klaus Castrén                          | 1970–1972                              | ambassadeur                            |
| Erik Törnqvist                         | 1973–1978                              | ambassadeur                            |
| Jussi Montonen                         | 1978–1984                              | ambassadeur                            |
| Aarni Talvitie                         | 1984–1985                              | ambassadeur                            |
| Kalevi Sampovaara                      | 1985–1990                              | ambassadeur                            |
| Teppo Takala                           | 1990–1994                              | ambassadeur                            |
| Kimmo Pulkkinen                        | 1994–1998                              | ambassadeur                            |
| Hannu Uusi-Videnoja                    | 1998–2002                              | ambassadeur                            |
| Hannu Uusi-Videnoja                    | 1998–2002                              | ambassadeur                            |
| Ilkka Heiskanen                        | 2002–2007                              | ambassadeur                            |
| Ulla Väistö                            | 2007–2011                              | ambassadeur                            |
| Anne Lammila                           | 2011–2015                              | ambassadeur                            |
| Roy Eriksson                           | 2015 - 2019                            | ambassadeur                            |
| Päivi Pohjanheimo                      | 2019-en poste                          | ambassadeur                            |

### La Havane (Cuba)
| Relations diplomatiques établies le | Relations diplomatiques établies le | Relations diplomatiques établies le |
| 5 avril 1929                        | 5 avril 1929                        | 5 avril 1929                        |
| Représentant                        | Période                             | Poste                               |
| ----------------------------------- | ----------------------------------- | ----------------------------------- |
| Leonard Åström (Washington D.C.)    | 1929–1934                           | envoyé                              |
| Eero Järnefelt (Washington D.C.)    | 1934–1938                           | envoyé                              |
| Hjalmar Procopé (Washington D.C.)   | 1939–1944                           | envoyé                              |
| Kalle Jutila (Washington D.C.)      | 1948–1951                           | envoyé                              |
| Johan Nykopp (Washington D.C.)      | 1951–1958                           | envoyé                              |
| Richard Seppälä (Washington D.C.)   | 1958–1964                           | envoyé                              |
| Algar von Heiroth (México)          | 1964–1966                           | envoyé                              |
| Kai Somerto (México)                | 1966–1969                           | ambassadeur                         |
| Klaus Castrén (México)              | 1970–1972                           | ambassadeur                         |
| Erik Törnqvist (México)             | 1973–1978                           | ambassadeur                         |
| Jussi Montonen (México)             | 1978–1980                           | ambassadeur                         |
| Sakari Juuti                        | 1980–1983                           | ambassadeur                         |
| Tero Lehtovaara                     | 1983–1987                           | ambassadeur                         |
| Teppo Takala                        | 1987–1990                           | ambassadeur                         |
| Heikki Puurunen                     | 1990–1992                           | ambassadeur                         |

Depuis 1992, les relations de la Finlande avec Cuba sont gérées par l'ambassadeur du Mexique.

## Représentation fermée

### Managua (Nicaragua)
L'ambassade à Managua est fermée à partir du 31 décembre 2013. Ambassadeur accrédité du Mexique. 
| Relations diplomatiques établies | Relations diplomatiques établies | Relations diplomatiques établies |
| 22 décembre 1975                 | 22 décembre 1975                 | 22 décembre 1975                 |
| Représentant                     | Période                          | Poste                            |
| -------------------------------- | -------------------------------- | -------------------------------- |
| Erkki Kivimäki (Caracas)         | 1980–1985                        | ambassadeur                      |
| Veijo Sampovaara (México)        | 1985–1990                        | ambassadeur                      |
| Teppo Takala (México)            | 1990–1994                        | ambassadeur                      |
| Kimmo Pulkkinen (México)         | 1994–1996                        | ambassadeur                      |
| Risto Veltheim (Helsinki)        | 1996–2001                        | ambassadeur rotatif              |
| Inger Hirvelä López (Helsinki)   | 2001–2006                        | ambassadeur rotatif              |
| Marja Luoto                      | 2006–2008                        | ambassadeur                      |
| Eija Rotinen                     | 2008–2011                        | ambassadeur                      |
| Eeva-Liisa Myllymäki             | 2011–2013                        | chargé d’affaires                |